# گل‌حسرت یزدی
گل‌حسرت یزدی (نام علمی: Colchicum jezdianum) نام یکی از گونه‌های سردهٔ سورنجان (گل حسرت) است. این گیاه در حدود ۸ سانتیمتر ارتفاع دارد. گل‌های این گونه در اواخر زمستان و اوایل بهار ظاهر شده و برگ‌های باریک آن نیز به همراه گل‌ها به وجود می‌آیند. در اینگونه تقریباً همیشه سه و به ندرت ۴ برگ و ۲ تا ۶ گل به رنگ یاسمنی کمرنگ یا یاسمنی مایل به ارغوانی (یاسمنی، بنفش کم‌رنک کدر، آمیخته با کمی رنگ سفید) دیده می‌شود. به نظر می‌رسد که این گونه اراضی مسطح با خاک‌های شنی را ترجیح می‌دهد. بیشتر در دامنهٔ کوه‌ها یافت می‌شود. رویشگاه گیاه در استان‌های بلوچستان، کرمان و یزد است.